# Filip Richtermoc
Filip Richtermoc (* 5. listopadu 1971 Hořice) je český divadelní a filmový herec, od sezony 1995/96 člen uměleckého souboru Klicperova divadla v Hradci Králové.
V roce 1997 vystudoval činoherní herectví na Divadelní fakultě Janáčkovy akademie múzických umění v Brně. Svoji kariéru začal po maturitě jako elév v Horáckém divadle v Jihlavě a již během své první divadelní sezóny byl přijat na JAMU. Během svých studií hostoval v Národním divadle Brno v inscenaci Timon Aténský. V Klicperově divadle v Hradci Králové zazářil například v představení Petrolejové lampy a zahrál si v celé řadě dalších rolí: Tybalta v Romeovi a Julii, Jacoba v Třígrošové opeře, Dona Juana, Tuzenbacha ve Třech sestrách, Kajetána v Akvabelách, Chlestakova v Revizorovi, Cassiela Wildemanna v Mefistovi, Alberta Gregora ve Věci Makropulos, Sorina v Rackovi, Jardu Kýbla v Hoří, má panenko!, Petrtýla ve Světácích či Alžbětu, manželku krále Edwarda IV., v inscenaci Richard III. V Brně účinkoval v představeních HaDivadla a Divadla bratří Mrštíků. Vedle rolí v televizních seriálech vystupuje i ve filmech (Po letech, 1995; Narušitel, 2019).